# 林基春
林 基春（はやし もとはる、安政5年〈1858年〉 - 明治36年〈1903年〉9月6日）とは、明治時代の大阪の浮世絵師、版画家。

## 来歴
鈴木年基の門人。大阪の人、姓は林、俗称は捨蔵。公斎と号す。大阪天満の綿利太物問屋支配人林小兵衛の子。作画期は明治10年（1877年）頃から没年にかけてで、団扇絵などのほか挿絵も描き、葛飾北斎や河鍋暁斎の画風を研究する。一枚物の石版画による風景画も残す。享年46、法名は釈法春。門人に増本春道、広瀬春孝がいる。『珍物画伝』は基春が大の酒好きだったことを伝えている。

## 作品
- 「網舟」　団扇絵　プーシキン美術館所蔵[2]　※明治25年（1892年）
- 「秋草に雁」　団扇絵　プーシキン美術館所蔵　※同上
- 「騎馬兵」（福島中佐）　団扇絵　プーシキン美術館所蔵
- 「白梅に満月」　団扇絵　プーシキン美術館所蔵
- 「流水の菊」　団扇絵　プーシキン美術館所蔵
- 「大阪名所　桜の宮より造幣局を望む」　石版画　国立歴史民俗博物館所蔵　※明治28年、池田直治郎編刻、古島竹次郎（大阪東区安土町三丁目十三番地邸）刊